# Craig Caskey
Craig Douglas Caskey (né le 11 décembre 1949 à Visalia, Californie, États-Unis) est un ancien lanceur gaucher de baseball.

## Biographie
Il joue 9 matchs dans la Ligue majeure de baseball, tous avec les Expos de Montréal en 1973. Il apparaît dans un match comme lanceur partant et 8 comme lanceur de relève. En 14 manches et un tiers lancées, il réussit 6 retraits sur des prises et sa moyenne de points mérités se chiffre à 5,65. Inutilisé par Montréal après 1973, il est cédé aux Cardinals de Saint-Louis le 14 février 1975 contre Stan Papi, un joueur de champ intérieur, mais Caskey ne revient plus dans les majeures.